# لجنة التحقيق الدولية المستقلة بشأن الجمهورية العربية السورية
لجنة التحقيق الدولية المستقلة بشأن الجمهورية العربية السورية أنشأها مجلس حقوق الإنسان التابع للأمم المتحدة في 22 أغسطس 2011 للتحقيق في انتهاكات حقوق الإنسان خلال الحرب الأهلية السورية والوقوف على الحقائق والظروف التي قد ترقى إلى هذه الانتهاكات والتحقيق في الجرائم التي ارتُكبت وتحديد المسؤولين عنها بهدف ضمان مساءلة مرتكبي هذه الانتهاكات.

## الإدارة والأعضاء
اعتباراً من أكتوبر 2023، الأعضاء الحاليون هم باولو سيرجيو بينهيرو (البرازيل) وهاني مجلي (مصر) ولين ويلشمان (المملكة المتحدة). المفوضون السابقون هم كارين كونينغ أبو زيد (الولايات المتحدة) وكارلا ديل بونتي (سويسرا) وفيتيت مونتاربهورن (تايلاند) وياكين إرتورك (تركيا).
بعد مرور وقت قصير على إنشاء اللجنة، عين رئيس مجلس حقوق الإنسان باولو سيرجيو بينهيرو وكارين كونينغ أبو زيد وياكين إرتورك أعضاء في اللجنة، ثم استقالت إرتورك من المنصب في مارس 2012. وعقب تمديد ولاية اللجنة في سبتمبر 2012، تم تعيين عضوين جديدين هما كارلا ديل بونتي وفيتيت مونتاربهورن. قدم مونتاربهورن استقالته في 2016 عندما عيّنه مجلس حقوق الإنسان خبير الأمم المتحدة المستقل الأول المعني بالحماية من العنف والتمييز القائمين على أساس الميل الجنسي والهوية الجنسانية، أما ديل بونتي فاستقالت في أغسطس 2017، وبررت قرارها بعدم تلقي الدعم من مجلس الأمن التابع للأمم المتحدة. وفي أكتوبر 2017، عين رئيس مجلس حقوق الإنسان هاني مجلي عضوًا ثالثًا في اللجنة. استقالت كارين أبو زيد في سبتمبر 2021. وفي ديسمبر 2022، تم تعيين لين ويلشمان عضوًا في اللجنة.

## مجزرة الحولة
تولت اللجنة التحقيق في مجزرة الحولة الواقعة في مايو 2012، ونشر تقريرها الأولي في يونيو 2012، وحملت اللجنة في تقريرها قوات الحكومة السورية مسؤولية مقتل المدنيين نتيجة قصف منطقة الحولة، كما رجحت مسؤولية القوات الموالية للحكومة عن القتل المتعمد للمدنيين. ونوه التقرير إلى أنه قد تعذر على اللجنة دخول البلاد مما حد بدرجة كبيرة من قدرتها على الاضطلاع بمهامها.

## الهجوم على قافلة مساعدات أورم الكبرى
اشتمل تقرير صدر في مارس 2017 على تحقيقات اللجنة بشأن الهجوم على قافلة مساعدات أورم الكبرى (سبتمبر 2016)، وجاء فيه أن صور الأقمار الصناعية وأدلة الطب الشرعي أفادت تورط القوات السورية في الهجوم، ونفى وجود طائرات هجومية روسية بالقرب من المكان أثناء الهجوم. كما احتوى التقرير على شهادات بأن المروحيات أسقطت براميل متفجرة على دفعتين، ثم قامت طائرات بشن هجمات تسببت في مقتل عدد من العاملين في تقديم المساعدات، ثم أطلقت الطائرات مدافعها الرشاشة على الناجين. تسبب الهجوم في مقتل ما لا يقل عن 14 مدنياً وإصابة 15 آخرين على الأقل وتدمير 17 شاحنة مساعدات. اتهم التقرير القوات الجوية السورية بأنه "خطط للهجوم بدقة ونفذه بوحشية"، وعد الهجوم جريمة حرب لما وقع من تعمد الهجوم على العاملين في مجال الإغاثة الإنسانية والحرمان من المساعدات الإنسانية واستهداف المدنيين.

## مجزرة الجينة
اشتمل تقرير صدر في سبتمبر 2017 على تحقيقات اللجنة بشأن مجزرة الجينة التي وقعت في 16 مارس 2017. وجاء في التقرير أن قوات الولايات المتحدة شنت غارة جوية على مسجد، وصف في التقرير بأنه "مجمع ديني"، حيث قصفت المكان بعشر قنابل، ثم أطلقت قذيفتين على أهداف خرجت من المبنى. أسفر الهجوم عن مقتل 38 شخصاً، من بينهم امرأة و5 أطفال، وإصابة 26 آخرين. ولم يؤيد التقرير ادعاء الولايات المتحدة أن الهدف كان تجمعاً لتنظيم القاعدة، وقال أن الولايات المتحدة لم تقدم أي إثبات بشأن ذلك. كما اتهم التقرير الولايات المتحدة بأنها لم تكن تعرف طبيعة الهدف الفعلي، وتقاعست عن اتخاذ الاحتياطات الممكنة لتجنب أو تقليل وقوع خسائر عرضبة في أرواح المدنيين وإصابات في صفوفهم والإضرار بأعيان مدنية، بما ينتهك القانون الدولي الإنساني.

## هجمات معرة النعمان وحاس
اشتمل تقرير صدر في مارس 2020 على تحقيقات اللجنة بشأن حادثتين وقع فيهما استهداف للمدنيين. الحادث الأول كان قصف سوق معرة النعمان في 22 يوليو 2019، حيث أسفرت سلسلة من الغارات الجوية على المكان عن مقتل أكثر من 43 مدنياً، من بينهم 4 أطفال، وإصابة ما لايقل عن 109 أشخاص، من بينهم 18 طفلاً و15 امرأة، وتدمير مبنيين سكنيين على الأقل و25 محلاً تجارياً.
كان الحادث الثاني الذي ورد ذكره في التقرير هو قصف مخيم حاس للاجئين في 16 أغسطس 2019، حيث أدى إلى مقتل 20 شخصاً، من بينهم 8 نساء كانت إحداهن حاملاً و6 أطفال، وإصابة ما لا يقل عن 40 آخرين.
رجحت اللجنة مشاركة القوات الجوية الروسية في كلتا الحادثتين، واتهمته بشن هجمات عشوائية على مناطق مدنية، بما يرقى إلى جريمة حرب.

## استخدام الأسلحة الكيميائية في سوريا
في 5 مايو 2013، اتهمت كارلا ديل بونتي المعارضة السورية باستخدام أسلحة كيميائية، وتحديداً السارين وهو غاز أعصاب، إلا أنها قالت أنه توجد شكوك قوية دون دليل حاسم على ذلك، وأن اللجنة لم تنته بعد من التحقيقات. في 6 مايو 2013، أصدرت اللجنة بياناً صحفياً جاء فيه أنها "لم تتوصل إلى نتائج قاطعة تتعلق باستخدام الأسلحة الكيميائية في سوريا من قبل أي طرف من أطراف النزاع".
في يونيو 2013، ذكرت اللجنة في تقرير لها أنه "ثمة أسباب معقولة للاعتقاد أن كميات محدودة من المواد الكيميائيـة الـسمية قـد
استُخدمت" في عدة هجمات، من بينها هجوم خان العسل الكيميائي الواقع في 19 مارس 2013، لكنها قالت أنها لم تتمكن من تحديد نوعية العوامل الكيميائية المستخدمة أو الفاعلين بدقة. في مارس 2014، نشرت اللجنة تقريراً جاء فيه أن العوامل الكيميائية المستخدمة في هجوم خان العسل تحمل نفس الصفات الفريدة لهجوم الغوطة الكيميائي الذي حدث في 21 أغسطس 2013. وقالت اللجنة أنه يرجح أن المنفذون قد تمكنوا من الوصول لمخازن الأسلحة الكيميائية التابعة للجيش السوري، إلا أن اللجنة ذكرت أن حد الإثبات المطلوب لا يتماشى مع تحديد المنفذ الفعلي لكلا الهجومين.
في مارس 2017، ذكرت اللجنة في تقرير لها أنها قد وثقت 25 حادث استخدام لأسلحة كيميائية في سوريا في الفترة ما بين مارس 2013 إلى مارس 2017، واتهمت القوات الحكومية بتنفيذ 20 هجوماً منها واستهداف المدنيين خلالها بشكل أساسي.
حققت اللجنة في الهجوم الكيميائي على خان شيخون، الذي حدث في 4 أبريل 2017، وأسفر عن مقتل ما لا يقل عن 83 شخصاً، بينهم 28 طفلاً و23 امرأة، وجرح 293 شخصاً، من بينهم 103 أطفال. وخلص التقرير إلى أن المادة المستخدمة في الهجوم هي السارين أو مادة تشبهه، واتهم القوات السورية بتنفيذ الهجوم، وعد ذلك جريمة حرب متمثلة في استخدام أسلحة كيميائية وشن هجمات عشوائية على منطقة مأهولة بسكان مدنيين.